# Arquidiocese de Huancayo
A Arquidiocese de Huancayo (Archidiœcesis Huancayensis) é uma circunscrição eclesiástica da Igreja Católica situada em Huancayo, Peru. Seu atual arcebispo é Cardeal Pedro Ricardo Barreto Jimeno, S.J.. Sua Sé é a Catedral da Santíssima Trindade de Huancayo.
Possui 44 paróquias servidas por 70 padres, contando com 903.000 habitantes, com 92,9% da população jurisdicionada batizada.

## História
A diocese de Huancayo foi ereta em 18 de dezembro de 1944 pela bula Supremum Apostolatus do Papa Pio XII, recebendo o território da diocese de Huánuco. Originalmente era sufragânea da arquidiocese de Lima.
Em 15 de maio de 1958 cede uma porção do seu território em vantagem da ereção da prelazia territorial de Tarma (atualmente diocese).
Em 30 de junho de 1966 é elevada ao posto de arquidiocese metropolitana pela bula Quam sit christifidelibus do Papa Paulo VI.

## Prelados
|                | Nome                                       | Período    | Notas                                            |
| Arcebispos     | Arcebispos                                 | Arcebispos | Arcebispos                                       |
| -------------- | ------------------------------------------ | ---------- | ------------------------------------------------ |
| 6º             | Luis Alberto Huamán Camayo, O.M.I.         | 2024-      | Atual                                            |
| 5°             | Pedro Ricardo Cardeal Barreto Jimeno, S.J. | 2004-2024  |                                                  |
| 4º             | José Paulino Ríos Reynoso                  | 1995-2003  | Nomeado Arcebispo de Arequipa                    |
| 3º             | Emilio Vallebuona Merea, S.D.B.            | 1985-1991  |                                                  |
| 2°             | Eduardo Picher Peña                        | 1971-1984  | Nomeado Arcebispo de Ordinariato Militar do Peru |
| 1º             | Mariano Jacinto Valdivia y Ortiz           | 1966-1971  |                                                  |
| Bispos         |                                            |            |                                                  |
| 3°             | Mariano Jacinto Valdivia y Ortiz           | 1956-1966  |                                                  |
| 2º             | Daniel Figueroa Villón                     | 1946-1956  | Nomeado Bispo de Chiclayo                        |
| 1º             | Leonardo José Rodriguez Ballón, O.F.M.     | 1945-1946  | Nomeado Arcebispo de Arequipa                    |
| Bispo-auxiliar |                                            |            |                                                  |
|                | Luis Alberto Huamán Camayo, O.M.I.         | 2021-2024  | Elevado a Arcebispo                              |
|                | Carlos Alberto Salcedo Ojeda, O.M.I.       | 2016-2021  | Nomeado Bispo de Huancavelica                    |